# Roi Rodríguez
Roi Rodríguez Huertas (Vigo, 21 de junio de 1994) es un deportista español que compite en piragüismo en la modalidad de aguas tranquilas.
Ganó tres medallas en el Campeonato Europeo de Piragüismo, entre los años 2016 y 2024.

## Palmarés internacional
| Campeonato Europeo | Campeonato Europeo | Campeonato Europeo | Campeonato Europeo |
| Año                | Lugar              | Medalla            | Competición        |
| ------------------ | ------------------ | ------------------ | ------------------ |
| 2016               | Moscú (Rusia)      | Medalla de bronce  | K4 500 m           |
| 2022               | Múnich (Alemania)  | Medalla de plata   | K4 1000 m          |
| 2024               | Szeged (Hungría)   | Medalla de bronce  | K4 1000 m          |